# Gonocerus insidiator

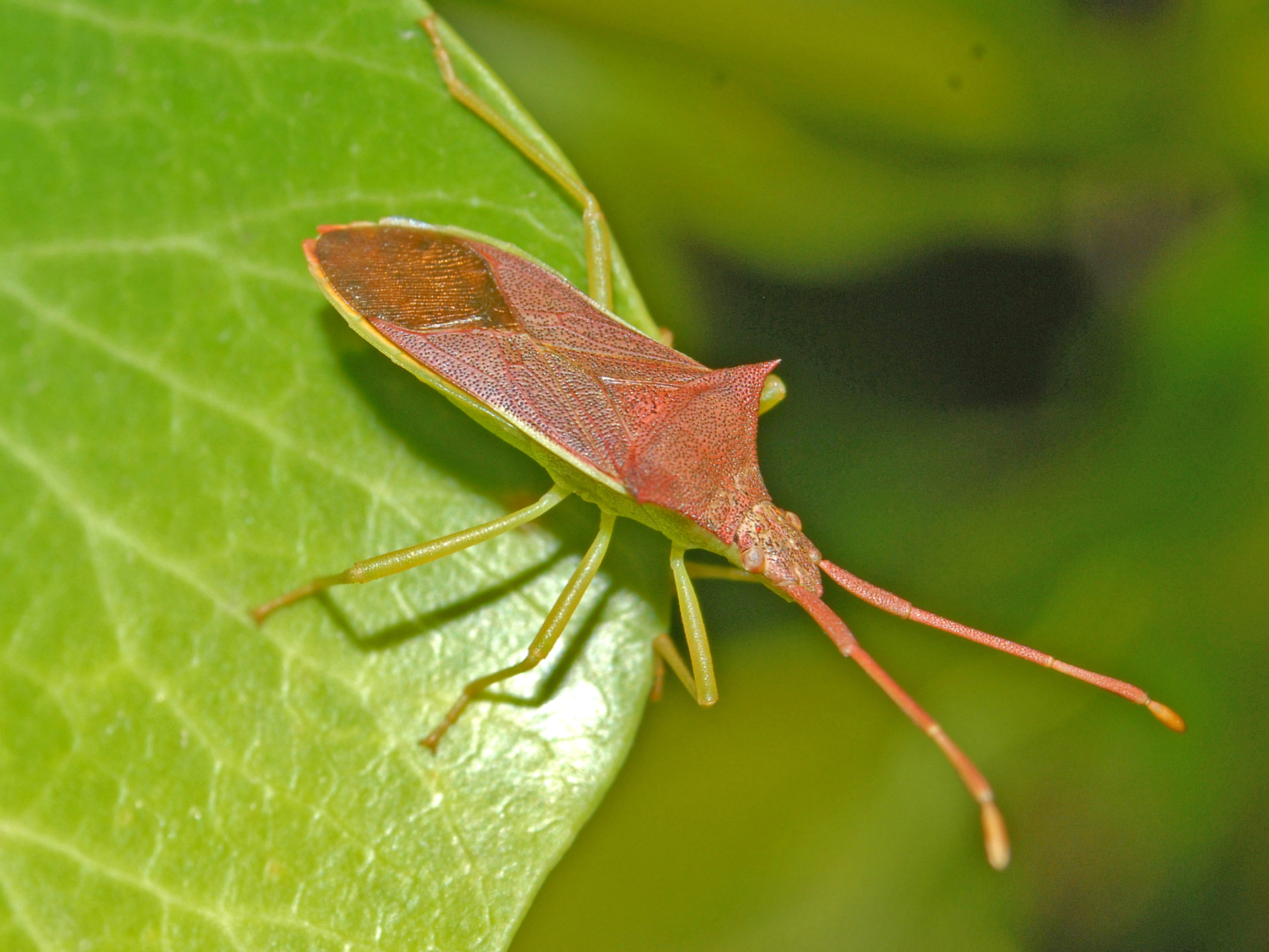

Gonocerus insidiator ist eine Wanze aus der Familie der Randwanzen (Coreidae).

## Merkmale
Die Wanzen sind 11–14 mm lang. Kopf, Halsschild (Pronotum), Hemielytren, Scutellum (Schildchen) und Fühler sind rotbraun. Die Beine sind gelbgrün gefärbt,  Femora und Tibien können jedoch teils rotbraun gefärbt sein. Die Ventralseite der Wanzen ist gelb bis gelbgrün gefärbt. Der Halsschild besitzt an den Seiten jeweils eine spitze nach oben geschwungene und leicht nach vorne gerichtete Ecke. Der Kopf ist kürzer als der Halsschild. Die Halsschildecken überragen den Hinterleib und das Connexivum. Das Corium weist nur kleine Punkte auf, keine größeren Flecke. Die Membran ist rauchgrau mit Bronzeglanz.

## Ähnliche Arten
Im Mittelmeerraum kommen folgende ähnliche Wanzenarten vor:
- Gonocerus acuteangulatus – Halsschild mit Ecken ist schmäler als Hinterleib mit Connexivum
- Gonocerus juniperi – Kopf fast so lang wie das Pronotum; Corium mit braunschwarzen Flecken
- Plinachtus imitator – zwei schwarze Längsbänder entlang der äußeren Hinterkante des Kopfes;[3][2]

## Verbreitung
Gonocerus insidiator ist im gesamten Mittelmeerraum verbreitet. Auf den Kanarischen Inseln ist die Art ebenfalls vertreten.

## Lebensweise
Zu den Wirts- und Nahrungspflanzen der Wanzen zählt der Mastixstrauch (Pistacia lentiscus), der Westliche Erdbeerbaum (Arbutus unedo) sowie Zistrosen (Cistus). Ferner werden als Wirtspflanzen Eichen (Quercus), Pistazien (Pistacia), Seidelbast (Daphne), Brandkräuter (Phlomis) und Lavendel (Lavandula) genannt. Die Wanzen saugen an den Früchten der Bäume. Die Art überwintert als Imago.